# Informis Infinitas Inhumanitas
Informis Infinitas Inhumanitas – drugi album studyjny amerykańskiego zespołu muzycznego Origin. Wydawnictwo ukazało się 11 czerwca 2002 roku nakładem wytwórni muzycznej Relapse Records.
Nagrania były promowane teledyskiem do utworu „Portal”.

## Lista utworów
Opracowano na podstawie materiału źródłowego.
| Nr | Tytuł utworu            | Słowa                    | Muzyka                      | Długość |
| -- | ----------------------- | ------------------------ | --------------------------- | ------- |
| 1. | „Larvae of the Lie”     | James Lee, Paul Ryan     | Paul Ryan                   | 03:03   |
| 2. | „Inhuman”               | James Lee, Jeremy Turner | Mark Manning, Jeremy Turner | 02:38   |
| 3. | „Awaken the Suffering”  | James Lee                | Jeremy Turner               | 03:07   |
| 4. | „Perversion of Hate”    | James Lee                | Paul Ryan                   | 02:53   |
| 5. | „Portal”                | James Lee                | Paul Ryan                   | 03:17   |
| 6. | „Meat for the Beast”    | James Lee, Paul Ryan     | Paul Ryan                   | 03:06   |
| 7. | „Mental Torment”        | Mark Manning, Paul Ryan  | Paul Ryan                   | 02:58   |
| 8. | „Insurrection”          | James Lee                | Jeremy Turner               | 04:24   |
| 9. | „Implosion of Eternity” | James Lee                | Paul Ryan                   | 03:06   |
|    |                         |                          |                             | 28:32   |

## Twórcy
Opracowano na podstawie materiału źródłowego.
| - James Lee - wokal prowadzący - Mike Flores - gitara basowa - Jeremy Turner - gitara, wokal wspierający - Paul Ryan - gitara, wokal wspierający - John Longstreth - perkusja - Celeste Peterson - zdjęcia |  | - Chris Djuricic - inżynieria dźwięku - Colin Davis - produkcja muzyczna, inżynieria dźwięku, mastering - Matthew F. Jacobson - producent wykonawczy - Chad Michael Ward - oprawa graficzna - Jonathan Canady - design |